# Saint-Tropez Blues
Pour les articles homonymes, voir Tropez et Saint-Tropez Blues (chanson).
Pour plus de détails, voir Fiche technique et Distribution.
Saint-Tropez Blues est un film français, de la Nouvelle Vague, réalisé par Marcel Moussy, tourné en  1959, et sorti en 1961 (un des premiers films, et premier disque 45 tours, de Marie Laforêt et Jacques Higelin).

## Synopsis
Jean-Paul (Jacques Higelin), apprenti décorateur, persuade son amie Anne-Marie (Marie Laforêt) de quitter Paris et de l'accompagner à Saint-Tropez pendant les vacances. Elle y découvre un milieu dont elle ne soupçonnait pas l'existence.

## Fiche technique
- Titre : Saint-Tropez Blues
- Réalisation : Marcel Moussy
- Assistant réalisateur : Serge Witta
- Chef opérateur : Pierre Goupil
- Régisseur : Margot Capelier
- Scénario et dialogues : Marcel Moussy
- Adaptation : Jean-Paul Rappeneau
- Musique : Henri Crolla et André Hodeir
- Photographie : Pierre Lhomme
- Son : Jean Labussière
- Montage : Denise Natot
- Producteur : Jules Borkon
- Sociétés de production : Champs-Elysées Productions - Majestic Films
- Pays d’origine :  France
- Genre : Comédie dramatique
- Durée : 88 minutes
- Dates de sortie : France, 21 juin 1961
- Affiche : Clément Hurel (France)

## Distribution
- Jacques Higelin : Jean-Paul Capelier
- Marie Laforêt : Anne-Marie Brémont
- Pierre Michaël : Jacques
- Monique Just : Véronique
- Fausto Tozzi : Nino Trabucci, le peintre
- Stéphane Audran : Lucie, l'amie de Trabucci
- Yvonne Clech : Hélène Favier-Bouchard
- Jean-Marie Rivière : François Desroches
- Marius Laurey : Alain, un garçon de la bande
- Baba N'Diaye : un garçon de la bande
- Donald O'Brien : l'américain
- Claude Chabrol : le réalisateur interviewé
- Dominique Zardi : un marin
- Henri Attal (non crédité) : un marin
- André Badin (crédité Badin) : un campeur

## Musique du film - disque 45 tours EP 5 titres
- Saint-Tropez Blues (chanson) : Marie Laforêt, accompagnée par Jacques Higelin (Henri Crolla)
- Barbecue (André Hodeir)
- La Ponche (Henri Crolla)
- Tumbleweed : Marie Laforêt (Jacques Prévert, Henri Crolla)
- Paris-Saint Tropez (André Hodeir)